# Lee Joon-ho
Lee Joon-ho (auch Lee Jun-ho; kor. 이준호; * 7. September 1965 in Seoul) ist ein ehemaliger südkoreanischer Shorttracker.

## Laufbahn als Shorttracker
Lee Joon-ho nahm an den Olympischen Winterspielen 1988 in Seoul teil, als Shorttrack ein Demonstrationsbewerb war. Er gewann über 3000 m die inoffizielle Goldmedaille. Lee errang vier Gold-, zwei Silber- und eine Bronzemedaille bei den Winter-Asienspielen und zwei Silbermedaillen bei der Winter-Universiade 1991 in Sapporo. Er wurde 1990 erstmals Weltmeister im Mehrkampf bei den Weltmeisterschaften in Amsterdam. Bei den Olympischen Winterspielen 1992 in Albertville wurde er Olympiasieger mit der Staffel und gewann eine Bronzemedaille über 1000 m. 1994 gewann er mit dem südkoreanischen Team die Teamweltmeisterschaften in Cambridge.

## Laufbahn als Trainer
1992–1995: „Spielertrainer“ an der südkoreanischen SBW Inc Geschäfts Verein.
1999 wurde Lee als Trainer der französischen Nationalmannschaft nominiert. 2002 wechselte er als Trainer zur südkoreanischen Nationalmannschaft der Frauen.
2013 wurde Lee als Cheftrainer der südkoreanischen Hwaseong Verein.

## Wirken als Kommentator
- 1996–1998: Shorttrack-Kommentator für den südkoreanischen Sender KBS.[4][11]

- Bei den Olympischen Winterspielen 2006 in Turin arbeitete er als Kommentator für den südkoreanischen Sender KBS.[7]

## Ehrungen
- Medaille „Blue Dragon“ der Republik Korea.
- Medaille „Fierce Tiger“ der Republik Korea.